# Colastes mendax
Colastes mendax är en stekelart som beskrevs av Sergey A. Belokobylskij 1992. Colastes mendax ingår i släktet Colastes och familjen bracksteklar. Inga underarter finns listade i Catalogue of Life.